# 687
687 (DCLXXXVII, na numeração romana) foi um ano comum do século VII, do Calendário Juliano, da Era de Cristo, teve início a uma terça-feira e terminou também a uma terça-feira, e a sua letra dominical foi F.
| Ano completo                       |
| ---------------------------------- |
| Ano comum com início à terça-feira |

## Eventos
- 15 de Dezembro - É eleito o Papa Sérgio I.

## Mortes
- 21 de Setembro - Papa Cónon
- Vamba, último grande rei dos Visigodos (672-680)
- Ervígio, usurpador do trono visigótico de Toledo